# خدمة استكشاف الأرض بواسطة الأقمار الاصطناعية

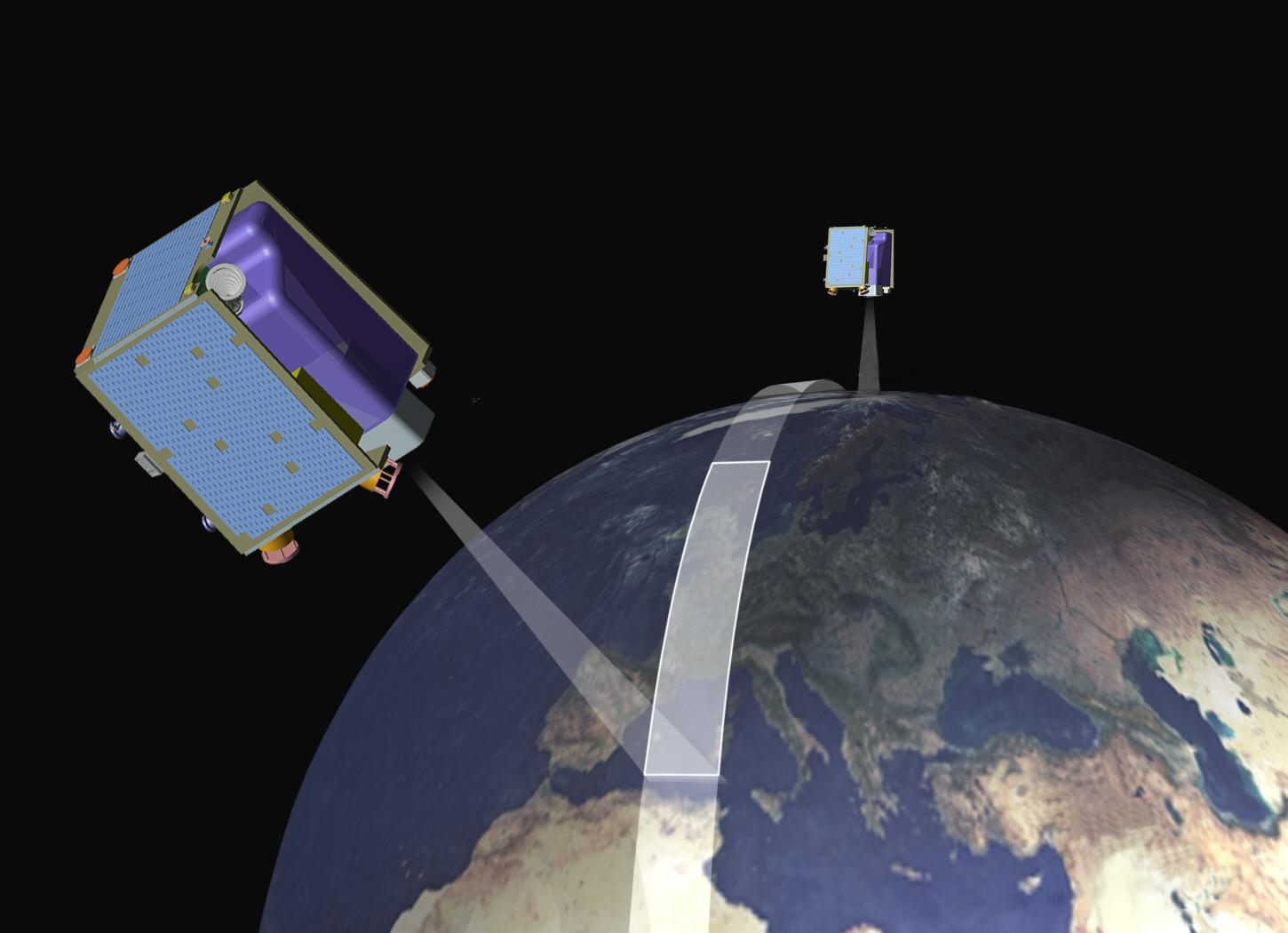
نظام استكشاف الأرض بواسطة الأقمار الاصطناعية

خدمة استكشاف الأرض بواسطة الأقمار الاصطناعية تُعرّف بأنها "خدمة اتصالات راديوية بين المحطات الأرضية وواحدة أو أكثر من المحطات الفضائية.

## الأهمية
تكمن أهميتها في الربط بين المحطات الفضائية وتشمل:
- الحصول على المعلومات المتعلقة بخصائص الأرض وظواهرها الطبيعية، بما في ذلك البيانات المتعلقة بحالة البيئة، من أجهزة استشعار نشطة أو أجهزة استشعار سلبية على الأرض.
- جمع معلومات مماثلة من المنصات المحمولة جواً أو الأرضية.
- يجوز توزيع هذه المعلومات على المحطات الأرضية داخل النظام المعني.
- قد يتم تضمين استجواب النظام الأساسي.

قد تتضمن هذه الخدمة أيضًا روابط التغذية الضرورية لتشغيلها.